# Marcos (Ilocos Norte)
Marcos ist eine Stadtgemeinde in der philippinischen Provinz Ilocos Norte. Im Jahre 2015 zählte sie 17.777 Einwohner. In dem Ort befindet sich neben einem Stadtpark auch ein Entbindungsheim.
Marcos ist in folgende 13 Baranggays aufgeteilt:
- Cacafean
- Elizabeth
- Escoda
- Daquioag
- Ferdinand
- Fortuna
- Imelda
- Lydia
- Mabuti
- Pacifico
- Santiago
- Tabucbuc
- Valdez